# Unified Video Decoder
Unified Video Decoder (UVD, anteriormente chamado de Universal Video Decoder) é o nome dado ao ASIC de decodificação de vídeo dedicado da AMD. Existem várias versões implementando uma infinidade de codecs de vídeo, como H.264 e VC-1.
O UVD foi introduzido com a série Radeon HD 2000 e está integrado em algumas GPUs e APUs da AMD. O UVD ocupa uma quantidade considerável da superfície do die no momento de sua introdução e não deve ser confundido com o mecanismo de codificação de vídeo (VCE) da AMD.
A partir do AMD Raven Ridge (lançado em janeiro de 2018), o UVD e o VCE foram substituídos pelo Video Core Next (VCN).

## Visão geral
O UVD é baseado em um processador de vídeo ATI Xilleon, que é incorporado ao mesmo chip que a GPU e faz parte do ATI Avivo HD para decodificação de vídeo por hardware, junto com o Advanced Video Processor (AVP). O UVD, conforme declarado pela AMD, lida com a decodificação dos codecs de vídeo H.264/AVC e VC-1 inteiramente no hardware.
A tecnologia UVD é baseada no processador Cadence Tensilica Xtensa, que foi originalmente licenciado pela ATI Technologies Inc. em 2004.

### UVD/UVD+
Nas primeiras versões do UVD, o pós-processamento de vídeo é passado para os pixel shaders e kernels OpenCL. A decodificação MPEG-2 não é realizada no UVD, mas nos processadores de shader. O decodificador atende aos requisitos de desempenho e perfil de Blu-ray e HD DVD, decodificando fluxos de bits H.264 até uma taxa de bits de 40 Mbit/s. Ele tem suporte de codificação aritmética binária adaptável ao contexto (CABAC) para H.264/AVC.
Diferentemente dos blocos de aceleração de vídeo em GPUs de gerações anteriores, que exigiam envolvimento considerável da CPU do host, o UVD descarrega todo o processo de decodificação de vídeo para VC-1 e H.264, exceto o pós-processamento de vídeo, que é descarregado para os shaders. A decodificação MPEG-2 também é suportada, mas a decodificação de fluxo de bits/entropia não é realizada para vídeo MPEG-2 em hardware.
Anteriormente, nem a série ATI Radeon R520 nem a série PureVideo da NVidia Geforce 7 auxiliavam na descompressão de bitstream/entropia front-end em VC-1 e H.264 - a CPU host realizava esse trabalho. O UVD manipula VLC / CAVLC / CABAC, transformação de frequência, previsão de pixel e desbloqueio de loop, mas passa o pós-processamento para os shaders. O pós-processamento inclui redução de ruído, desentrelaçamento e dimensionamento/redimensionamento. A AMD também afirmou que o componente UVD incorporado ao núcleo da GPU ocupa apenas 4,7 mm² de área no nó do processo de fabricação de 65 nm.
Uma variação do UVD, chamada UVD+, foi introduzida com a série Radeon HD 3000. Suporte UVD+ HDCP para fluxos de vídeo de alta resolução. Mas UVD+ também estava sendo comercializado simplesmente como UVD.

### UVD 2
A UVD passou por uma atualização com o lançamento dos produtos da série Radeon HD 4000. O UVD 2 apresenta decodificação de fluxo de bits completo de H.264/MPEG-4 AVC, VC-1, bem como aceleração de nível iDCT de fluxos de vídeo MPEG2. As melhorias de desempenho permitem decodificação de fluxo de vídeo duplo e modo Picture-in-Picture. Isso torna o UVD2 totalmente compatível com BD-Live.
O UVD 2.2 apresenta uma interface de memória local redesenhada e melhora a compatibilidade com vídeos MPEG2/H.264/VC-1. No entanto, ele foi comercializado sob o mesmo pseudônimo de "UVD 2 Enhanced" como "lógica de núcleo especial, disponível nas séries de GPUs RV770 e RV730, para decodificação de hardware de vídeo MPEG2, H.264 e VC-1 com decodificação de fluxo duplo". A natureza do UVD 2.2, sendo uma atualização incremental do UVD 2, pode ser explicada por essa mudança.

### UVD 3
O UVD 3 adiciona suporte para decodificação de hardware adicional MPEG2 (decodificação de entropia), DivX e Xvid via decodificação MPEG-4 Parte 2 (decodificação de entropia, transformação inversa, compensação de movimento) e Blu-ray 3D via MVC (decodificação de entropia, transformação inversa, compensação de movimento, desbloqueio em loop). junto com 120 Suporte estéreo 3D de Hz, e é otimizado para utilizar menos poder de processamento da CPU. O UVD 3 também adiciona suporte para displays estereoscópicos Blu-ray 3D.[carece de fontes?]

### UVD 4
O UVD 4 inclui interpolação de quadros aprimorada com decodificador H.264. O UVD 4.2 foi introduzido com a série AMD Radeon Rx 200 e a APU Kaveri.

### UVD 5
O UVD 5 foi introduzido com a AMD Radeon R9 285. A novidade do UVD é o suporte total para vídeo 4K H.264, até o nível 5.2 (4Kp60).

### UVD 6
O decodificador UVD 6.0 e o codificador Video Coding Engine 3.0 foi relatado como sendo usado pela primeira vez em GPUs baseadas em GCN 3, incluindo a série Radeon R9 Fury, seguida pela série AMD Radeon Rx 300 (família de GPU Pirate Islands) e AMD Radeon Rx 400 Series (família de GPU Arctic Islands). A versão UVD em hardware de controlador gráfico baseado em "Fiji" e "Carrizo" também é anunciada para fornecer suporte para decodificação de vídeo de hardware de codificação de vídeo de alta eficiência (HEVC, H.265), até 4K, cores de 8 bits (versão H.265 1, perfil principal); e há suporte para o codec de vídeo HDR de 10 bits de cores H.265 e VP9 na série AMD Radeon 400 com UVD 6.3.

### UVD 7
O decodificador UVD 7.0 e o decodificador Video Coding Engine 4.0 está incluído nas GPUs baseadas em Vega. Mas ainda não há decodificação de hardware VP9 com função fixa.

#### UVD 7.2
A GPU Vega20 da AMD, presente nas placas Instinct Mi50, Instinct Mi60 e Radeon VII, inclui VCE 4.1 e duas instâncias UVD 7.2.

### VCN 1
Começando com os gráficos integrados da APU Raven Ridge (Ryzen 2200/2400G), os antigos UVD e VCE foram substituídos pelo novo "Video Core Next" (VCN). O VCN 1.0 adiciona decodificação de hardware completa para o codec VP9.

### Suporte de formato
| Implementação | Implementação                                        | MPEG-1        | H.262 (MPEG-2) | H.263 (MPEG-4 ASP) | VC-1/WMV 9    | H.264 (MPEG-4 AVC) | H.264 (MPEG-4 AVC) | H.265 (HEVC)  | H.265 (HEVC) | VP9           | AV1           | AV1         | JPEG          | Resolução máxima | Color depth | AMD Fluid Motion        |
| ------------- | ---------------------------------------------------- | ------------- | -------------- | ------------------ | ------------- | ------------------ | ------------------ | ------------- | ------------ | ------------- | ------------- | ----------- | ------------- | ---------------- | ----------- | ----------------------- |
| Implementação | Implementação                                        | Decodificação | Decodificação  | Decodificação      | Decodificação | Decodificação      | Codificação        | Decodificação | Codificação  | Decodificação | Decodificação | Codificação | Decodificação | Resolução máxima | Color depth | Interpolação de quadros |
| UVD 1.0       | RV610, RV630, RV670, RV620, RV635                    | Não           | Não            | Não                | Sim           | Sim                | Não                | Não           | Não          | Não           | Não           | Não         | Não           | 2K               | 8-bit       | Não                     |
| UVD 2.0       | RS780, RS880, RV770                                  | Não           | Não            | Não                | Sim           | Sim                | Não                | Não           | Não          | Não           | Não           | Não         | Não           | 2K               | 8-bit       | Não                     |
| UVD 2.2       | RV710, RV730, RV740                                  | Não           | Não            | Não                | Sim           | Sim                | Não                | Não           | Não          | Não           | Não           | Não         | Não           | 2K               | 8-bit       | Não                     |
| UVD 2.3       | Cedar, Redwood, Juniper, Cypress                     | Não           | Não            | Não                | Sim           | Sim                | Não                | Não           | Não          | Não           | Não           | Não         | Não           | 2K               | 8-bit       | Não                     |
| UVD 3.0       | Palm (Wrestler/Ontario), Sumo (Llano), Sumo2 (Llano) | Sim           | Sim            | Sim                | Sim           | Sim                | Não                | Não           | Não          | Não           | Não           | Não         | Não           | 2K               | 8-bit       | Não                     |
| UVD 3.1       | Barts, Turks, Caicos, Cayman, Seymour                | Sim           | Sim            | Sim                | Sim           | Sim                | Não                | Não           | Não          | Não           | Não           | Não         | Não           | 2K               | 8-bit       | Não                     |
| UVD 3.2       | Aruba (Trinity/Richland), Tahiti                     | Sim           | Sim            | Sim                | Sim           | Sim                | VCE                | Não           | Não          | Não           | Não           | Não         | Não           | 2K               | 8-bit       | Não                     |
| UVD 4.0       | Cape Verde, Pitcairn                                 | Sim           | Sim            | Sim                | Sim           | Sim                | VCE                | Não           | Não          | Não           | Não           | Não         | Não           | 2K               | 8-bit       | Sim                     |
| UVD 4.2       | Kaveri, Kabini, Mullins, Bonaire, Hawaii             | Sim           | Sim            | Sim                | Sim           | Sim                | VCE                | Não           | Não          | Não           | Não           | Não         | Não           | 2K               | 8-bit       | Sim                     |
| UVD 5.0       | Tonga                                                | Sim           | Sim            | Sim                | Sim           | Sim                | VCE                | Não           | Não          | Não           | Não           | Não         | Não           | 4K               | 8-bit       | Sim                     |
| UVD 6.0       | Carrizo, Fiji                                        | Sim           | Sim            | Sim                | Sim           | Sim                | VCE                | Sim           | Não          | Não           | Não           | Não         | Sim           | 4K               | 8-bit       | Sim                     |
| UVD 6.2       | Stoney                                               | Sim           | Sim            | Sim                | Sim           | Sim                | VCE                | Sim           | Não          | Não           | Não           | Não         | Sim           | 4K               | 10-bit      | Sim                     |
| UVD 6.3       | Polaris, VegaM, Lexa                                 | Sim           | Sim            | Sim                | Sim           | Sim                | VCE                | Sim           | VCE          | Não           | Não           | Não         | Sim           | 4K               | 10-bit      | Sim                     |
| UVD 7.0       | Vega10, Vega12                                       | Sim           | Sim            | Sim                | Sim           | Sim                | VCE                | Sim           | VCE          | Não           | Não           | Não         | Sim           | 4K               | 10-bit      | Sim                     |
| UVD 7.2       | Vega20                                               | Sim           | Sim            | Sim                | Sim           | Sim                | VCE                | Sim           | VCE          | Não           | Não           | Não         | Sim           | 4K               | 10-bit      | Sim                     |
| VCN 1.0       | Raven, Picasso                                       | Sim           | Sim            | Sim                | Sim           | Sim                | Sim                | Sim           | Sim          | Sim           | Não           | Não         | Sim           | 4K               | 10-bit      | Sim                     |
| VCN 2.0       | Navi10, Navi12, Navi14, Renoir, Cézanne              | Sim           | Sim            | Sim                | Sim           | Sim                | Sim                | Sim           | Sim          | Sim           | Não           | Não         | Sim           | 8K               | 10-bit      | Não                     |
| VCN 2.5       | Arcturus                                             | Sim           | Sim            | Sim                | Sim           | Sim                | Sim                | Sim           | Sim          | Sim           | Não           | Não         | Sim           | 8K               | 10-bit      | Não                     |
| VCN 2.6       | Aldebaran                                            | Sim           | Sim            | Sim                | Sim           | Sim                | Sim                | Sim           | Sim          | Sim           | Não           | Não         | Sim           | 8K               | 10-bit      | Não                     |
| VCN 3.0       | Navi24                                               | Sim           | Sim            | Sim                | Sim           | Sim                | Não                | Sim           | Não          | Sim           | Não           | Não         | Sim           | 8K               | 10-bit      | Não                     |
| VCN 3.0       | Navi21, Navi22, Navi23                               | Sim           | Sim            | Sim                | Sim           | Sim                | Sim                | Sim           | Sim          | Sim           | Sim           | Não         | Sim           | 8K               | 10-bit      | Não                     |
| VCN 3.1.0     | Van Gogh                                             | Sim           | Sim            | Sim                | Sim           | Sim                | Sim                | Sim           | Sim          | Sim           | Sim           | Não         | Sim           | ?                | ?           | ?                       |
| VCN 3.1.1     | Rembrandt                                            | Não           | Não            | Não                | Não           | Sim                | Sim                | Sim           | Sim          | Sim           | Sim           | Não         | Sim           | 8K               | 10-bit      | Não                     |
| VCN 3.1.2     | Raphael                                              | Não           | Não            | Não                | Não           | Sim                | Sim                | Sim           | Sim          | Sim           | Sim           | Não         | Sim           | ?                | ?           | ?                       |
| VCN 4.0       | Navi 3x                                              | Não           | Não            | Não                | Não           | Sim                | Sim                | Sim           | Sim          | Sim           | Sim           | Sim         | Sim           | ?                | ?           | ?                       |
| Implementação | Implementação                                        | Decodificação | Decodificação  | Decodificação      | Decodificação | Decodificação      | Codificação        | Decodificação | Codificação  | Decodificação | Decodificação | Codificação | Decodificação | Resolução máxima | Color depth | Interpolação de quadros |
| Implementação | Implementação                                        | MPEG-1        | H.262 (MPEG-2) | H.263 (MPEG-4 ASP) | VC-1/WMV 9    | H.264 (MPEG-4 AVC) | H.264 (MPEG-4 AVC) | H.265 (HEVC)  | H.265 (HEVC) | VP9           | AV1           | AV1         | JPEG          | Resolução máxima | Color depth | AMD Fluid Motion        |

1. 1 2  Todos os decodificadores MPEG-2 suportam MPEG-1 CPB
2. ↑  A codificação/decodificação do perfil High 10 não é suportada

1. 1 2  Codificação MPEG-4 AVC e HEVC por Video Coding Engine

## Disponibilidade
A maioria das placas de vídeo da série Radeon HD 2000 implementa o UVD para decodificação de hardware de conteúdo de alta definição 1080p. No entanto, as placas de vídeo da série Radeon HD 2900 não incluem o UVD (embora ele seja capaz de fornecer funcionalidade parcial por meio do uso de seus shaders), que foi incorretamente declarado como presente nas páginas de produtos e caixas de embalagem dos produtos dos parceiros complementares antes do lançamento da Radeon HD 2900 XT. ou declarando que o cartão possui ATI Avivo HD ou explicitamente UVD, da qual apenas a declaração anterior da ATI Avivo HD está correta. A exclusão da UVD também foi confirmada pelos responsáveis da AMD.
O UVD2 é implementado nas GPUs das séries Radeon RV7x0 e R7x0. Isso também inclui a série RS7x0 usada nas placas-mãe IGP da série de chipsets AMD 700.

### Visão geral dos recursos

#### APUs
A tabela a seguir mostra recursos das APUs da AMD
| Plataforma                                                                                          | Plataforma                                                                                          | Plataforma                                                                                          | Alta, padrão e baixa potência    | Alta, padrão e baixa potência    | Alta, padrão e baixa potência    | Alta, padrão e baixa potência | Alta, padrão e baixa potência | Alta, padrão e baixa potência | Alta, padrão e baixa potência | Alta, padrão e baixa potência     | Alta, padrão e baixa potência     | Alta, padrão e baixa potência | Alta, padrão e baixa potência | Alta, padrão e baixa potência | Baixa e ultra baixa potência     | Baixa e ultra baixa potência | Baixa e ultra baixa potência           | Baixa e ultra baixa potência | Baixa e ultra baixa potência | Baixa e ultra baixa potência |
| Nome de código                                                                                      | Servidor                                                                                            | Basic                                                                                               |                                  |                                  |                                  |                               |                               | Toronto                       |                               |                                   |                                   |                               |                               |                               |                                  |                              |                                        |                              |                              |                              |
| Nome de código                                                                                      | Servidor                                                                                            | Micro                                                                                               |                                  |                                  |                                  |                               |                               |                               |                               |                                   |                                   |                               |                               |                               |                                  | Kyoto                        |                                        |                              |                              |                              |
| Nome de código                                                                                      | Desktop                                                                                             | Performance                                                                                         |                                  |                                  |                                  |                               |                               |                               |                               |                                   |                                   | Renoir                        | Cezanne                       |                               |                                  |                              |                                        |                              |                              |                              |
| Nome de código                                                                                      | Desktop                                                                                             | Mainstream                                                                                          | Llano                            | Trinity                          | Richland                         | Kaveri                        | Kaveri Refresh (Godavari)     | Carrizo                       | Bristol Ridge                 | Raven Ridge                       | Picasso                           | Renoir                        | Cezanne                       |                               |                                  |                              |                                        |                              |                              |                              |
| Nome de código                                                                                      | Desktop                                                                                             | Entrada                                                                                             | Llano                            | Trinity                          | Richland                         | Kaveri                        | Kaveri Refresh (Godavari)     | Carrizo                       | Bristol Ridge                 | Raven Ridge                       | Picasso                           |                               |                               |                               |                                  |                              |                                        |                              |                              |                              |
| Nome de código                                                                                      | Desktop                                                                                             | Basic                                                                                               |                                  |                                  |                                  |                               |                               |                               |                               |                                   |                                   |                               |                               |                               |                                  | Kabini                       |                                        |                              |                              |                              |
| Nome de código                                                                                      | Mobile                                                                                              | Performance                                                                                         |                                  |                                  |                                  |                               |                               |                               |                               |                                   |                                   | Renoir                        | Cezanne                       | Rembrandt                     |                                  |                              |                                        |                              |                              |                              |
| Nome de código                                                                                      | Mobile                                                                                              | Mainstream                                                                                          | Llano                            | Trinity                          | Richland                         | Kaveri                        |                               | Carrizo                       | Bristol Ridge                 | Raven Ridge                       | Picasso                           | Renoir                        | Cezanne                       | Rembrandt                     |                                  |                              |                                        |                              |                              |                              |
| Nome de código                                                                                      | Mobile                                                                                              | Entrada                                                                                             | Llano                            | Trinity                          | Richland                         | Kaveri                        |                               |                               |                               |                                   |                                   |                               |                               |                               |                                  | Dalí                         |                                        |                              |                              |                              |
| Nome de código                                                                                      | Mobile                                                                                              | Basic                                                                                               |                                  |                                  |                                  |                               |                               |                               |                               |                                   |                                   |                               |                               |                               | Desna, Ontario, Zacate           | Dalí                         | Kabini, Temash                         | Beema, Mullins               | Carrizo-L                    | Stoney Ridge                 |
| Nome de código                                                                                      | Integrado                                                                                           | Integrado                                                                                           |                                  | Trinity                          |                                  | Bald Eagle                    |                               | Merlin Falcon, Brown Falcon   |                               | Great Horned Owl                  |                                   | Grey Hawk                     |                               |                               | Ontario, Zacate                  | Kabini                       | Steppe Eagle, Crowned Eagle, LX-Family |                              | Prairie Falcon               | Banded Kestrel               |
| --------------------------------------------------------------------------------------------------- | --------------------------------------------------------------------------------------------------- | --------------------------------------------------------------------------------------------------- | -------------------------------- | -------------------------------- | -------------------------------- | ----------------------------- | ----------------------------- | ----------------------------- | ----------------------------- | --------------------------------- | --------------------------------- | ----------------------------- | ----------------------------- | ----------------------------- | -------------------------------- | ---------------------------- | -------------------------------------- | ---------------------------- | ---------------------------- | ---------------------------- |
| Lançado                                                                                             | Lançado                                                                                             | Lançado                                                                                             | Agosto de 2011                   | Outubro de 2012                  | Junho de 2013                    | Janeiro de 2014               | 2015                          | Junho de 2015                 | Junho de 2016                 | Outubro de 2017                   | Janeiro de 2019                   | Março de 2020                 | Janeiro de 2021               | Janeiro de 2022               | Janeiro de 2011                  | Maio 2013                    | Apr 2014                               | Maio de 2015                 | Fevereiro de 2016            | Abril de 2019                |
| Microarquitetura de CPU                                                                             | Microarquitetura de CPU                                                                             | Microarquitetura de CPU                                                                             | K10                              | Piledriver                       | Piledriver                       | Steamroller                   | Steamroller                   | Excavator                     | "Excavator+"                  | Zen                               | Zen+                              | Zen 2                         | Zen 3                         | Zen 3+                        | Bobcat                           | Jaguar                       | Puma                                   | Puma+                        | "Excavator+"                 | Zen                          |
| ISA                                                                                                 | ISA                                                                                                 | ISA                                                                                                 | x86-64                           | x86-64                           | x86-64                           | x86-64                        | x86-64                        | x86-64                        | x86-64                        | x86-64                            | x86-64                            | x86-64                        | x86-64                        | x86-64                        | x86-64                           | x86-64                       | x86-64                                 | x86-64                       | x86-64                       | x86-64                       |
| Socket                                                                                              | Desktop                                                                                             | High-end                                                                                            | —                                | —                                | —                                | —                             | —                             | —                             | —                             | —                                 | —                                 | —                             | —                             | —                             | —                                | —                            | —                                      | —                            | —                            | —                            |
| Socket                                                                                              | Desktop                                                                                             | Mainstream                                                                                          | —                                | —                                | —                                | —                             | —                             | AM4                           | AM4                           | AM4                               | AM4                               | AM4                           | AM4                           | —                             | —                                | —                            | —                                      | —                            | —                            | —                            |
| Socket                                                                                              | Desktop                                                                                             | Entrada                                                                                             | FM1                              | FM2                              | FM2                              | FM2+                          | FM2+                          | FM2+                          | —                             | —                                 | —                                 | —                             | —                             | —                             | —                                | —                            | —                                      | —                            | —                            | —                            |
| Socket                                                                                              | Desktop                                                                                             | Basic                                                                                               | —                                | —                                | —                                | —                             | —                             | —                             | —                             | —                                 | —                                 | —                             | —                             | —                             | —                                | AM1                          | —                                      | —                            | —                            | —                            |
| Socket                                                                                              | Outros                                                                                              | Outros                                                                                              | FS1                              | FS1+, FP2                        | FS1+, FP2                        | FP3                           | FP3                           | FP4                           | FP4                           | FP5                               | FP5                               | FP6                           | FP6                           | FP7                           | FT1                              | FT3                          | FT3b                                   | FT3b                         | FP4                          | FP5                          |
| Versão PCI Express                                                                                  | Versão PCI Express                                                                                  | Versão PCI Express                                                                                  | 2.0                              | 2.0                              | 2.0                              | 3.0                           | 3.0                           | 3.0                           | 3.0                           | 3.0                               | 3.0                               | 3.0                           | 3.0                           | 4.0                           | 2.0                              | 2.0                          | 2.0                                    | 2.0                          | 3.0                          | 3.0                          |
| Fab. (nm)                                                                                           | Fab. (nm)                                                                                           | Fab. (nm)                                                                                           | GF 32SHP (HKMG SOI)              | GF 32SHP (HKMG SOI)              | GF 32SHP (HKMG SOI)              | GF 28SHP (HKMG bulk)          | GF 28SHP (HKMG bulk)          | GF 28SHP (HKMG bulk)          | GF 28SHP (HKMG bulk)          | GF 14LPP (FinFET bulk)            | GF 12LP (FinFET bulk)             | TSMC N7 (FinFET bulk)         | TSMC N7 (FinFET bulk)         | TSMC N6 (FinFET bulk)         | TSMC N40 (bulk)                  | TSMC N28 (HKMG bulk)         | GF 28SHP (HKMG bulk)                   | GF 28SHP (HKMG bulk)         | GF 28SHP (HKMG bulk)         | GF 14LPP (FinFET bulk)       |
| Area do Die (mm2)                                                                                   | Area do Die (mm2)                                                                                   | Area do Die (mm2)                                                                                   | 228                              | 246                              | 246                              | 245                           | 245                           | 245                           | 250                           | 210                               | 210                               | 156                           | 180                           | 210                           | 75 (+ 28 FCH)                    | 107                          | 107                                    | ?                            | 125                          | 149                          |
| TDP min. (W)                                                                                        | TDP min. (W)                                                                                        | TDP min. (W)                                                                                        | 35                               | 17                               | 17                               | 17                            | 17                            | 12                            | 12                            | 12                                | 12                                | 10                            | 10                            | 15                            | 4.5                              | 4                            | 3.95                                   | 10                           | 6                            | 6                            |
| TDP max. de APU (W)                                                                                 | TDP max. de APU (W)                                                                                 | TDP max. de APU (W)                                                                                 | 100                              | 100                              | 100                              | 95                            | 95                            | 65                            | 65                            | 65                                | 65                                | 65                            | 65                            | 45                            | 18                               | 25                           | 25                                     | 25                           | 25                           | 25                           |
| Clock base max. de stock de APU (GHz)                                                               | Clock base max. de stock de APU (GHz)                                                               | Clock base max. de stock de APU (GHz)                                                               | 3                                | 3.8                              | 4.1                              | 4.1                           | 4.1                           | 3.7                           | 3.8                           | 3.6                               | 3.7                               | 3.8                           | 4.0                           | 3.3                           | 1.75                             | 2.2                          | 2                                      | 2.2                          | 3.2                          | 2.6                          |
| Máximo de APUs por nó                                                                               | Máximo de APUs por nó                                                                               | Máximo de APUs por nó                                                                               | 1                                | 1                                | 1                                | 1                             | 1                             | 1                             | 1                             | 1                                 | 1                                 | 1                             | 1                             | 1                             | 1                                | 1                            | 1                                      | 1                            | 1                            | 1                            |
| Max CPU cores por APU                                                                               | Max CPU cores por APU                                                                               | Max CPU cores por APU                                                                               | 4                                | 4                                | 4                                | 4                             | 4                             | 4                             | 4                             | 4                                 | 4                                 | 8                             | 8                             | 8                             | 2                                | 4                            | 4                                      | 4                            | 2                            | 2                            |
| Max threads por core de CPU                                                                         | Max threads por core de CPU                                                                         | Max threads por core de CPU                                                                         | 1                                | 1                                | 1                                | 1                             | 1                             | 1                             | 1                             | 2                                 | 2                                 | 2                             | 2                             | 2                             | 1                                | 1                            | 1                                      | 1                            | 1                            | 2                            |
| i386, i486, i586, CMOV, NOPL, i686, PAE, NX bit, CMPXCHG16B, AMD-V, RVI, ABM, e LAHF/SAHF de 64-bit | i386, i486, i586, CMOV, NOPL, i686, PAE, NX bit, CMPXCHG16B, AMD-V, RVI, ABM, e LAHF/SAHF de 64-bit | i386, i486, i586, CMOV, NOPL, i686, PAE, NX bit, CMPXCHG16B, AMD-V, RVI, ABM, e LAHF/SAHF de 64-bit | Yes                              | Yes                              | Yes                              | Yes                           | Yes                           | Yes                           | Yes                           | Yes                               | Yes                               | Yes                           | Yes                           | Yes                           | Yes                              | Yes                          | Yes                                    | Yes                          | Yes                          | Yes                          |
| IOMMU                                                                                               | IOMMU                                                                                               | IOMMU                                                                                               | —                                | Yes                              | Yes                              | Yes                           | Yes                           | Yes                           | Yes                           | Yes                               | Yes                               | Yes                           | Yes                           | Yes                           | Yes                              | Yes                          | Yes                                    | Yes                          | Yes                          | Yes                          |
| BMI1, AES-NI, CLMUL, e F16C                                                                         | BMI1, AES-NI, CLMUL, e F16C                                                                         | BMI1, AES-NI, CLMUL, e F16C                                                                         | —                                | Yes                              | Yes                              | Yes                           | Yes                           | Yes                           | Yes                           | Yes                               | Yes                               | Yes                           | Yes                           | Yes                           | —                                | Yes                          | Yes                                    | Yes                          | Yes                          | Yes                          |
| MOVBE                                                                                               | MOVBE                                                                                               | MOVBE                                                                                               | —                                | —                                | —                                | —                             | —                             | Yes                           | Yes                           | Yes                               | Yes                               | Yes                           | Yes                           | Yes                           | —                                | Yes                          | Yes                                    | Yes                          | Yes                          | Yes                          |
| AVIC, BMI2 e RDRAND                                                                                 | AVIC, BMI2 e RDRAND                                                                                 | AVIC, BMI2 e RDRAND                                                                                 | —                                | —                                | —                                | —                             | —                             | Yes                           | Yes                           | Yes                               | Yes                               | Yes                           | Yes                           | Yes                           | —                                | —                            | —                                      | —                            | Yes                          | Yes                          |
| ADX, SHA, RDSEED, SMAP, SMEP, XSAVEC, XSAVES, XRSTORS, CLFLUSHOPT, e CLZERO                         | ADX, SHA, RDSEED, SMAP, SMEP, XSAVEC, XSAVES, XRSTORS, CLFLUSHOPT, e CLZERO                         | ADX, SHA, RDSEED, SMAP, SMEP, XSAVEC, XSAVES, XRSTORS, CLFLUSHOPT, e CLZERO                         | —                                | —                                | —                                | —                             | —                             | —                             | —                             | Yes                               | Yes                               | Yes                           | Yes                           | Yes                           | —                                | —                            | —                                      | —                            | —                            | Yes                          |
| WBNOINVD, CLWB, RDPID, RDPRU, e MCOMMIT                                                             | WBNOINVD, CLWB, RDPID, RDPRU, e MCOMMIT                                                             | WBNOINVD, CLWB, RDPID, RDPRU, e MCOMMIT                                                             | —                                | —                                | —                                | —                             | —                             | —                             | —                             | —                                 | —                                 | Yes                           | Yes                           | Yes                           | —                                | —                            | —                                      | —                            | —                            | —                            |
| FPUs por core                                                                                       | FPUs por core                                                                                       | FPUs por core                                                                                       | 1                                | 0.5                              | 0.5                              | 0.5                           | 0.5                           | 0.5                           | 0.5                           | 1                                 | 1                                 | 1                             | 1                             | 1                             | 1                                | 1                            | 1                                      | 1                            | 0.5                          | 1                            |
| Tubos por FPU                                                                                       | Tubos por FPU                                                                                       | Tubos por FPU                                                                                       | 2                                | 2                                | 2                                | 2                             | 2                             | 2                             | 2                             | 2                                 | 2                                 | 2                             | 2                             | 2                             | 2                                | 2                            | 2                                      | 2                            | 2                            | 2                            |
| Largura do tubo FPU                                                                                 | Largura do tubo FPU                                                                                 | Largura do tubo FPU                                                                                 | 128-bit                          | 128-bit                          | 128-bit                          | 128-bit                       | 128-bit                       | 128-bit                       | 128-bit                       | 128-bit                           | 128-bit                           | 256-bit                       | 256-bit                       | 256-bit                       | 80-bit                           | 128-bit                      | 128-bit                                | 128-bit                      | 128-bit                      | 128-bit                      |
| Nível SIMD do conjunto de instruções da CPU                                                         | Nível SIMD do conjunto de instruções da CPU                                                         | Nível SIMD do conjunto de instruções da CPU                                                         | SSE4a                            | AVX                              | AVX                              | AVX                           | AVX                           | AVX2                          | AVX2                          | AVX2                              | AVX2                              | AVX2                          | AVX2                          | AVX2                          | SSSE3                            | AVX                          | AVX                                    | AVX                          | AVX2                         | AVX2                         |
| 3DNow!                                                                                              | 3DNow!                                                                                              | 3DNow!                                                                                              | Yes                              | —                                | —                                | —                             | —                             | —                             | —                             | —                                 | —                                 | —                             | —                             | —                             | —                                | —                            | —                                      | —                            | —                            | —                            |
| FMA4, LWP, TBM, e XOP                                                                               | FMA4, LWP, TBM, e XOP                                                                               | FMA4, LWP, TBM, e XOP                                                                               | —                                | Yes                              | Yes                              | Yes                           | Yes                           | Yes                           | Yes                           | —                                 | —                                 | —                             | —                             | —                             | —                                | —                            | —                                      | —                            | Yes                          | —                            |
| FMA3                                                                                                | FMA3                                                                                                | FMA3                                                                                                | —                                | Yes                              | Yes                              | Yes                           | Yes                           | Yes                           | Yes                           | Yes                               | Yes                               | Yes                           | Yes                           | Yes                           | —                                | —                            | —                                      | —                            | Yes                          | Yes                          |
| Cache L1 de dados por núcleo (KiB)                                                                  | Cache L1 de dados por núcleo (KiB)                                                                  | Cache L1 de dados por núcleo (KiB)                                                                  | 64                               | 16                               | 16                               | 16                            | 16                            | 32                            | 32                            | 32                                | 32                                | 32                            | 32                            | 32                            | 32                               | 32                           | 32                                     | 32                           | 32                           | 32                           |
| Associatividade do cache de dados L1 (maneiras)                                                     | Associatividade do cache de dados L1 (maneiras)                                                     | Associatividade do cache de dados L1 (maneiras)                                                     | 2                                | 4                                | 4                                | 4                             | 4                             | 8                             | 8                             | 8                                 | 8                                 | 8                             | 8                             | 8                             | 8                                | 8                            | 8                                      | 8                            | 8                            | 8                            |
| Caches de instruções L1 por core                                                                    | Caches de instruções L1 por core                                                                    | Caches de instruções L1 por core                                                                    | 1                                | 0.5                              | 0.5                              | 0.5                           | 0.5                           | 0.5                           | 0.5                           | 1                                 | 1                                 | 1                             | 1                             | 1                             | 1                                | 1                            | 1                                      | 1                            | 0.5                          | 1                            |
| Cache máximo de instrução L1 total da APU (KiB)                                                     | Cache máximo de instrução L1 total da APU (KiB)                                                     | Cache máximo de instrução L1 total da APU (KiB)                                                     | 256                              | 128                              | 128                              | 192                           | 192                           | 192                           | 192                           | 256                               | 256                               | 256                           | 256                           | 256                           | 64                               | 64                           | 128                                    | 128                          | 96                           | 128                          |
| Associatividade de cache de instrução L1 (maneiras)                                                 | Associatividade de cache de instrução L1 (maneiras)                                                 | Associatividade de cache de instrução L1 (maneiras)                                                 | 2                                | 2                                | 2                                | 3                             | 3                             | 3                             | 3                             | 4                                 | 4                                 | 8                             | 8                             | 8                             | 2                                | 2                            | 2                                      | 2                            | 3                            | 4                            |
| Caches L2 por core                                                                                  | Caches L2 por core                                                                                  | Caches L2 por core                                                                                  | 1                                | 0.5                              | 0.5                              | 0.5                           | 0.5                           | 0.5                           | 0.5                           | 1                                 | 1                                 | 1                             | 1                             | 1                             | 1                                | 1                            | 1                                      | 1                            | 0.5                          | 1                            |
| Cache L2 total de APU máximo (MiB)                                                                  | Cache L2 total de APU máximo (MiB)                                                                  | Cache L2 total de APU máximo (MiB)                                                                  | 4                                | 4                                | 4                                | 4                             | 4                             | 2                             | 2                             | 2                                 | 2                                 | 4                             | 4                             | 4                             | 1                                | 2                            | 2                                      | 2                            | 1                            | 1                            |
| Associatividade de cache L2 (maneiras)                                                              | Associatividade de cache L2 (maneiras)                                                              | Associatividade de cache L2 (maneiras)                                                              | 16                               | 16                               | 16                               | 16                            | 16                            | 16                            | 16                            | 8                                 | 8                                 | 8                             | 8                             | 8                             | 16                               | 16                           | 16                                     | 16                           | 16                           | 8                            |
| Cache L3 total da APU (MiB)                                                                         | Cache L3 total da APU (MiB)                                                                         | Cache L3 total da APU (MiB)                                                                         | —                                | —                                | —                                | —                             | —                             | —                             | —                             | 4                                 | 4                                 | 8                             | 16                            | 16                            | —                                | —                            | —                                      | —                            | —                            | 4                            |
| Associatividade de cache APU L3 (maneiras)                                                          | Associatividade de cache APU L3 (maneiras)                                                          | Associatividade de cache APU L3 (maneiras)                                                          | —                                | —                                | —                                | —                             | —                             | —                             | —                             | 16                                | 16                                | 16                            | 16                            | 16                            | —                                | —                            | —                                      | —                            | —                            | 16                           |
| Esquema de cache L3                                                                                 | Esquema de cache L3                                                                                 | Esquema de cache L3                                                                                 | —                                | —                                | —                                | —                             | —                             | —                             | —                             | Victim                            | Victim                            | Victim                        | Victim                        | Victim                        | —                                | —                            | —                                      | —                            | —                            | Victim                       |
| Suporte max. de DRAM stock                                                                          | Suporte max. de DRAM stock                                                                          | Suporte max. de DRAM stock                                                                          | DDR3-1866                        | DDR3-1866                        | DDR3-2133                        | DDR3-2133                     | DDR3-2133                     | DDR3-2133, DDR4-2400          | DDR4-2400                     | DDR4-2933                         | DDR4-2933                         | DDR4-3200, LPDDR4-4266        | DDR4-3200, LPDDR4-4266        | DDR5-4800, LPDDR5-6400        | DDR3L-1333                       | DDR3L-1600                   | DDR3L-1866                             | DDR3L-1866                   | DDR3-1866, DDR4-2400         | DDR4-2400                    |
| Max. de canais DRAM por APU                                                                         | Max. de canais DRAM por APU                                                                         | Max. de canais DRAM por APU                                                                         | 2                                | 2                                | 2                                | 2                             | 2                             | 2                             | 2                             | 2                                 | 2                                 | 2                             | 2                             | 2                             | 1                                | 1                            | 1                                      | 1                            | 1                            | 2                            |
| Max. largura de banda DRAM de stock por APU (GB/s)                                                  | Max. largura de banda DRAM de stock por APU (GB/s)                                                  | Max. largura de banda DRAM de stock por APU (GB/s)                                                  | 29.866                           | 29.866                           | 34.132                           | 34.132                        | 34.132                        | 38.400                        | 38.400                        | 46.932                            | 46.932                            | 68.256                        | 68.256                        | 102.400                       | 10.666                           | 12.800                       | 14.933                                 | 14.933                       | 19.200                       | 38.400                       |
| Microarquitetura GPU                                                                                | Microarquitetura GPU                                                                                | Microarquitetura GPU                                                                                | TeraScale 2 (VLIW5)              | TeraScale 3 (VLIW4)              | TeraScale 3 (VLIW4)              | GCN 2nd gen                   | GCN 2nd gen                   | GCN 3rd gen                   | GCN 3rd gen                   | GCN 5th gen                       | GCN 5th gen                       | GCN 5th gen                   | GCN 5th gen                   | RDNA 2nd gen                  | TeraScale 2 (VLIW5)              | GCN 2nd gen                  | GCN 2nd gen                            | GCN 2nd gen                  | GCN 3rd gen                  | GCN 5th gen                  |
| Conjunto de instruções da GPU                                                                       | Conjunto de instruções da GPU                                                                       | Conjunto de instruções da GPU                                                                       | Conjunto de instruções TeraScale | Conjunto de instruções TeraScale | Conjunto de instruções TeraScale | Conjunto de instruções GCN    | Conjunto de instruções GCN    | Conjunto de instruções GCN    | Conjunto de instruções GCN    | Conjunto de instruções GCN        | Conjunto de instruções GCN        | Conjunto de instruções GCN    | Conjunto de instruções GCN    | Conjunto de instruções RDNA   | Conjunto de instruções TeraScale | Conjunto de instruções GCN   | Conjunto de instruções GCN             | Conjunto de instruções GCN   | Conjunto de instruções GCN   | Conjunto de instruções GCN   |
| Clock base da GPU de stock máximo (MHz)                                                             | Clock base da GPU de stock máximo (MHz)                                                             | Clock base da GPU de stock máximo (MHz)                                                             | 600                              | 800                              | 844                              | 866                           | 866                           | 1108                          | 1108                          | 1250                              | 1400                              | 2100                          | 2100                          | 2400                          | 538                              | 600                          | ?                                      | 847                          | 900                          | 1200                         |
| Max stock GPU base GFLOPS                                                                           | Max stock GPU base GFLOPS                                                                           | Max stock GPU base GFLOPS                                                                           | 480                              | 614.4                            | 648.1                            | 886.7                         | 886.7                         | 1134.5                        | 1134.5                        | 1760                              | 1971.2                            | 2150.4                        | 2150.4                        | 3686.4                        | 86                               | ?                            | ?                                      | ?                            | 345.6                        | 460.8                        |
| Motor 3D                                                                                            | Motor 3D                                                                                            | Motor 3D                                                                                            | Até 400:20:8                     | Até 384:24:6                     | Até 384:24:6                     | Até 512:32:8                  | Até 512:32:8                  | Até 512:32:8                  | Até 512:32:8                  | Até 704:44:16                     | Até 704:44:16                     | Até 512:32:8                  | Até 512:32:8                  | 768:48:8                      | 80:8:4                           | 128:8:4                      | 128:8:4                                | 128:8:4                      | Até 192:?:?                  | Até 192:?:?                  |
| Motor 3D                                                                                            | Motor 3D                                                                                            | Motor 3D                                                                                            | IOMMUv1                          | IOMMUv1                          | IOMMUv1                          | IOMMUv2                       | IOMMUv2                       | IOMMUv2                       | IOMMUv2                       | IOMMUv2                           | IOMMUv2                           | IOMMUv2                       | IOMMUv2                       | IOMMUv1                       | IOMMUv1                          | IOMMUv1                      | ?                                      | ?                            | IOMMUv2                      |                              |
| Decodificador de vídeo                                                                              | Decodificador de vídeo                                                                              | Decodificador de vídeo                                                                              | UVD 3.0                          | UVD 3.0                          | UVD 3.0                          | UVD 4.2                       | UVD 4.2                       | UVD 6.0                       | UVD 6.0                       | VCN 1.0                           | VCN 1.0                           | VCN 2.1                       | VCN 2.2                       | VCN 3.1                       | UVD 3.0                          | UVD 4.0                      | UVD 4.2                                | UVD 6.0                      | UVD 6.3]]                    | VCN 1.0                      |
| Codificador de vídeo                                                                                | Codificador de vídeo                                                                                | Codificador de vídeo                                                                                | —                                | VCE 1.0                          | VCE 1.0                          | VCE 2.0                       | VCE 2.0                       | VCE 3.1                       | VCE 3.1                       | VCN 1.0                           | VCN 1.0                           | VCN 2.1                       | VCN 2.2                       | VCN 3.1                       | —                                | VCE 2.0                      | VCE 2.0                                | VCE 3.1                      | VCE 3.1                      | VCN 1.0                      |
| Movimento Fluido AMD                                                                                | Movimento Fluido AMD                                                                                | Movimento Fluido AMD                                                                                | Não                              | Não                              | Não                              | Yes                           | Yes                           | Yes                           | Yes                           | Não                               | Não                               | Não                           | Não                           | Não                           | Não                              | Não                          | Yes                                    | Yes                          | Yes                          | Não                          |
| Economia de energia da GPU                                                                          | Economia de energia da GPU                                                                          | Economia de energia da GPU                                                                          | PowerPlay                        | PowerTune                        | PowerTune                        | PowerTune                     | PowerTune                     | PowerTune                     | PowerTune                     | PowerTune                         | PowerTune                         | PowerTune                     | PowerTune                     | PowerTune                     | PowerPlay                        | PowerTune                    | PowerTune                              | PowerTune                    | PowerTune                    | PowerTune                    |
| TrueAudio                                                                                           | TrueAudio                                                                                           | TrueAudio                                                                                           | —                                | —                                | —                                | [ 41 ]                        | [ 41 ]                        | [ 41 ]                        | [ 41 ]                        | [ 41 ]                            | [ 41 ]                            | [ 41 ]                        | ?                             | ?                             | —                                | Yes                          | Yes                                    | Yes                          | Yes                          | Yes                          |
| FreeSync                                                                                            | FreeSync                                                                                            | FreeSync                                                                                            | —                                | —                                | —                                | 1 2                           | 1 2                           | 1 2                           | 1 2                           | 1 2                               | 1 2                               | 1 2                           | 1 2                           | 1 2                           | —                                | 1 2                          | 1 2                                    | 1 2                          | 1 2                          | 1 2                          |
| HDCP                                                                                                | HDCP                                                                                                | HDCP                                                                                                | ?                                | ?                                | ?                                | 1.4                           | 1.4                           | 1.4                           | 1.4                           | 1.4 2.2                           | 1.4 2.2                           | 1.4 2.2                       | 1.4 2.2                       | 1.4 2.2                       | ?                                | 1.4                          | 1.4                                    | 1.4                          | 1.4                          | 1.4 2.2                      |
| PlayReady                                                                                           | PlayReady                                                                                           | PlayReady                                                                                           | —                                | —                                | —                                | —                             | —                             | —                             | —                             | 3.0 not yet                       | 3.0 not yet                       | 3.0 not yet                   | 3.0 not yet                   | 3.0 not yet                   | —                                | —                            | —                                      | —                            | —                            | 3.0 ainda não                |
| Telas compatíveis                                                                                   | Telas compatíveis                                                                                   | Telas compatíveis                                                                                   | 2–3                              | 2–4                              | 2–4                              | 2–4                           | 2–4                           | 3                             | 3                             | 3 (desktop) 4 (mobile, integrado) | 3 (desktop) 4 (mobile, integrado) | 4                             | 4                             | 4                             | 2                                | 2                            | 2                                      | 2                            | 3                            | 4                            |
| /drm/radeon                                                                                         | /drm/radeon                                                                                         | /drm/radeon                                                                                         | Yes                              | Yes                              | Yes                              | Yes                           | Yes                           | Yes                           | —                             | —                                 | —                                 | —                             | —                             | —                             | Yes                              | Yes                          | Yes                                    | Yes                          | —                            | —                            |
| /drm/amdgpu                                                                                         | /drm/amdgpu                                                                                         | /drm/amdgpu                                                                                         | —                                | —                                | —                                | [ 46 ]                        | [ 46 ]                        | [ 46 ]                        | [ 46 ]                        | [ 46 ]                            | [ 46 ]                            | [ 46 ]                        | [ 46 ]                        | [ 46 ]                        | —                                | [ 46 ]                       | [ 46 ]                                 | [ 46 ]                       | [ 46 ]                       | [ 46 ]                       |

#### GPUs
A tabela a seguir mostra os recursos das GPUs da AMD / ATI (consulte também: Lista de unidades de processamento gráfico da AMD).
| Lançamento                   | 1986                        | 1991                       | Abril 1996                 | Março 1997                 | Agosto 1998                | Abril 2000                 | Agosto 2001                              | Setembro 2002                            | Maio 2004                                | Outubro 2005                             | Maio 2007                        | Novembro 2007                    | Junho 2008                       | Setembro 2009                                           | Outubro 2010                                                               | Janeiro 2012                                            | Setembro 2013 | Junho 2015 | Junho 2016, Abril 2017, Agosto 2019                                                                                  | Junho 2017, Fevereiro 2019                                                                                           | Julho 2019                                                                                          | Novembro 2020                                                                                       | Dezembro 2022                      |       |       |       |
| Nome de marketing            | Wonder                      | Mach                       | 3D Rage                    | Rage Pro                   | Rage 128                   | Radeon 7000                | Radeon 8000                              | Radeon 9000                              | Radeon X700/X800                         | Radeon X1000                             | Radeon HD 2000                   | Radeon HD 3000                   | Radeon HD 4000                   | Radeon HD 5000                                          | Radeon HD 6000                                                             | Radeon HD 7000                                          | Radeon 200 | Radeon 300 | Radeon 400/500/600                                                                                                   | Radeon RX Vega, Radeon VII                                                                                           | Radeon RX 5000                                                                                      | Radeon RX 6000                                                                                      | Radeon RX 7000                     |       |       |       |
| Suporte AMD                  | Terminou                    | Terminou                   | Terminou                   | Terminou                   | Terminou                   | Terminou                   | Terminou                                 | Terminou                                 | Terminou                                 | Terminou                                 | Terminou                         | Terminou                         | Terminou                         | Terminou                                                | Terminou                                                                   | Terminou                                                | Terminou | Terminou | Atual | Atual | Atual                                                                                               | Atual                                                                                               | Atual                              | Atual | Atual | Atual |
| Tipo                         | 2D                          | 2D                         | 3D                         | 3D                         | 3D                         | 3D                         | 3D                                       | 3D                                       | 3D                                       | 3D                                       | 3D                               | 3D                               | 3D                               | 3D                                                      | 3D                                                                         | 3D                                                      | 3D | 3D | 3D | 3D | 3D                                                                                                  | 3D                                                                                                  | 3D                                 |       |       |       |
| Conjunto de instruções       | Não conhecido publicamente  | Não conhecido publicamente | Não conhecido publicamente | Não conhecido publicamente | Não conhecido publicamente | Não conhecido publicamente | Não conhecido publicamente               | Não conhecido publicamente               | Não conhecido publicamente               | Não conhecido publicamente               | Conjunto de instruções TeraScale | Conjunto de instruções TeraScale | Conjunto de instruções TeraScale | Conjunto de instruções TeraScale                        | Conjunto de instruções TeraScale                                           | Conjunto de instruções GCN                              | Conjunto de instruções GCN                                                                                           | Conjunto de instruções GCN                                                                                           | Conjunto de instruções GCN                                                                                           | Conjunto de instruções GCN                                                                                           | Conjunto de instruções RDNA                                                                         | Conjunto de instruções RDNA                                                                         | Conjunto de instruções RDNA        |       |       |       |
| Microarquitetura             | Não conhecido publicamente  | Não conhecido publicamente | Não conhecido publicamente | Não conhecido publicamente | Não conhecido publicamente | Não conhecido publicamente | Não conhecido publicamente               | Não conhecido publicamente               | Não conhecido publicamente               | Não conhecido publicamente               | TeraScale 1 (VLIW)               | TeraScale 1 (VLIW)               | TeraScale 1 (VLIW)               | TeraScale 2 (VLIW5)                                     | \| TeraScale 2 (VLIW5) até 68xx \| TeraScale 3 (VLIW4) em 69xx [47][48] \| | GCN 1st gen                                             | GCN 2nd gen | GCN 3rd gen | GCN 4th gen | GCN 5th gen | RDNA                                                                                                | RDNA 2                                                                                              | RDNA 3                             |       |       |       |
| Tipo                         | Pipieline fixo              | Pipieline fixo             | Pipieline fixo             | Pipieline fixo             | Pipieline fixo             | Pipieline fixo             | Pipelies de pixel e vértice programáveis | Pipelies de pixel e vértice programáveis | Pipelies de pixel e vértice programáveis | Pipelies de pixel e vértice programáveis | Modelo de shader unificado       | Modelo de shader unificado       | Modelo de shader unificado       | Modelo de shader unificado                              | Modelo de shader unificado                                                 | Modelo de shader unificado                              | Modelo de shader unificado                                                                                           | Modelo de shader unificado                                                                                           | Modelo de shader unificado                                                                                           | Modelo de shader unificado                                                                                           | Modelo de shader unificado                                                                          | Modelo de shader unificado                                                                          | Modelo de shader unificado         |       |       |       |
| Direct3D                     | —                           | —                          | 5.0                        | 6.0                        | 6.0                        | 7.0                        | 8.1                                      | 9.0 11 (9_2)                             | 9.0b 11 (9_2)                            | 9.0c 11 (9_3)                            | 10.0 11 (10_0)                   | 10.1 11 (10_1)                   | 10.1 11 (10_1)                   | 11 (11_0)                                               | 11 (11_0)                                                                  | 11 (11_1) 12 (11_1)                                     | 11 (12_0) 12 (12_0)                                                                                                  | 11 (12_0) 12 (12_0)                                                                                                  | 11 (12_0) 12 (12_0)                                                                                                  | 11 (12_1) 12 (12_1)                                                                                                  | 11 (12_1) 12 (12_1)                                                                                 | 11 (12_1) 12 (12_2)                                                                                 | 11 (12_1) 12 (12_2)                |       |       |       |
| Modelo de shader             | —                           | —                          | —                          | —                          | —                          | —                          | 1.4                                      | 2.0+                                     | 2.0b                                     | 3.0                                      | 4.0                              | 4.1                              | 4.1                              | 5.0                                                     | 5.0                                                                        | 5.1                                                     | 5.1 6.5 | 5.1 6.5 | 5.1 6.5 | 6.7 | 6.7                                                                                                 | 6.7                                                                                                 | 6.7                                |       |       |       |
| OpenGL                       | —                           | —                          | —                          | 1.1                        | 1.2                        | 1.3                        | 1.3                                      | 2.1                                      | 2.1                                      | 2.1                                      | 3.3                              | 3.3                              | 3.3                              | 4.5 (no Linux: 4.5 (Mesa 3D 21.0))                      | 4.5 (no Linux: 4.5 (Mesa 3D 21.0))                                         | 4.6 (no Linux: 4.6 (Mesa 3D 20.0))                      | 4.6 (no Linux: 4.6 (Mesa 3D 20.0))                                                                                   | 4.6 (no Linux: 4.6 (Mesa 3D 20.0))                                                                                   | 4.6 (no Linux: 4.6 (Mesa 3D 20.0))                                                                                   | 4.6 (no Linux: 4.6 (Mesa 3D 20.0))                                                                                   | 4.6 (no Linux: 4.6 (Mesa 3D 20.0))                                                                  | 4.6 (no Linux: 4.6 (Mesa 3D 20.0))                                                                  | 4.6 (no Linux: 4.6 (Mesa 3D 20.0)) |       |       |       |
| Vulkan                       | —                           | —                          | —                          | —                          | —                          | —                          | —                                        | —                                        | —                                        | —                                        | —                                | —                                | —                                | —                                                       | —                                                                          | 1.0 (Win 7+ ou Mesa 17+)                                | 1.2 (Adrenalin 20.1.2, Linux Mesa 3D 20.0) 1.3 (GCN 4 e superior (com Adrenalin 22.1.2, Mesa 22.0))                  | 1.2 (Adrenalin 20.1.2, Linux Mesa 3D 20.0) 1.3 (GCN 4 e superior (com Adrenalin 22.1.2, Mesa 22.0))                  | 1.2 (Adrenalin 20.1.2, Linux Mesa 3D 20.0) 1.3 (GCN 4 e superior (com Adrenalin 22.1.2, Mesa 22.0))                  | 1.2 (Adrenalin 20.1.2, Linux Mesa 3D 20.0) 1.3 (GCN 4 e superior (com Adrenalin 22.1.2, Mesa 22.0))                  | 1.2 (Adrenalin 20.1.2, Linux Mesa 3D 20.0) 1.3 (GCN 4 e superior (com Adrenalin 22.1.2, Mesa 22.0)) | 1.2 (Adrenalin 20.1.2, Linux Mesa 3D 20.0) 1.3 (GCN 4 e superior (com Adrenalin 22.1.2, Mesa 22.0)) | 1.3                                |       |       |       |
| OpenCL                       | —                           | —                          | —                          | —                          | —                          | —                          | —                                        | —                                        | —                                        | —                                        | Close to Metal                   | Close to Metal                   | 1.1 (sem suporte Mesa 3D)        | 1.2 (no Linux: 1.1 (sem suporte de imagem) com Mesa 3D) | 1.2 (no Linux: 1.1 (sem suporte de imagem) com Mesa 3D)                    | 1.2 (no Linux: 1.1 (sem suporte de imagem) com Mesa 3D) | 2.0 (Adrenalin driver no Win7+) (no Linux: 1.1 (sem suporte de imagem) com Mesa 3D, 2.0 com drivers AMD ou AMD ROCm) | 2.0 (Adrenalin driver no Win7+) (no Linux: 1.1 (sem suporte de imagem) com Mesa 3D, 2.0 com drivers AMD ou AMD ROCm) | 2.0 (Adrenalin driver no Win7+) (no Linux: 1.1 (sem suporte de imagem) com Mesa 3D, 2.0 com drivers AMD ou AMD ROCm) | 2.0 (Adrenalin driver no Win7+) (no Linux: 1.1 (sem suporte de imagem) com Mesa 3D, 2.0 com drivers AMD ou AMD ROCm) | 2.0                                                                                                 | 2.1                                                                                                 | ?                                  |       |       |       |
| HSA / ROCm                   | —                           | —                          | —                          | —                          | —                          | —                          | —                                        | —                                        | —                                        | —                                        | —                                | —                                | —                                | —                                                       | —                                                                          | Yes                                                     | Yes | Yes | Yes | Yes | ?                                                                                                   | ?                                                                                                   | ?                                  |       |       |       |
| Decodificação de vídeo ASIC  | —                           | —                          | —                          | —                          | —                          | —                          | —                                        | —                                        | —                                        | —                                        | Avivo/UVD                        | UVD+                             | UVD 2                            | UVD 2.2                                                 | UVD 3                                                                      | UVD 4                                                   | UVD 4.2 | UVD 5.0 ou 6.0 | UVD 6.3 | UVD 7 | VCN 2.0                                                                                             | VCN 3.0                                                                                             | ?                                  |       |       |       |
| Codificação de vídeo ASIC    | —                           | —                          | —                          | —                          | —                          | —                          | —                                        | —                                        | —                                        | —                                        | —                                | —                                | —                                | —                                                       | —                                                                          | VCE 1.0                                                 | VCE 2.0 | VCE 3.0 or 3.1 | VCE 3.4 | VCE 4.0 | VCN 2.0                                                                                             | VCN 3.0                                                                                             | ?                                  |       |       |       |
| Fluid Motion ASIC            | Não                         | Não                        | Não                        | Não                        | Não                        | Não                        | Não                                      | Não                                      | Não                                      | Não                                      | Não                              | Não                              | Não                              | Não                                                     | Não                                                                        | Não                                                     | Yes | Yes | Yes | Yes | Não                                                                                                 | Não                                                                                                 | ?                                  |       |       |       |
| Economia de energia          | ?                           | ?                          | ?                          | ?                          | ?                          | ?                          | ?                                        | ?                                        | ?                                        | ?                                        | PowerPlay                        | PowerPlay                        | PowerPlay                        | PowerPlay                                               | PowerTune                                                                  | PowerTune & ZeroCore Power                              | PowerTune & ZeroCore Power                                                                                           | PowerTune & ZeroCore Power                                                                                           | PowerTune & ZeroCore Power                                                                                           | PowerTune & ZeroCore Power                                                                                           | ?                                                                                                   | ?                                                                                                   | ?                                  |       |       |       |
| TrueAudio                    | —                           | —                          | —                          | —                          | —                          | —                          | —                                        | —                                        | —                                        | —                                        | —                                | —                                | —                                | —                                                       | —                                                                          | —                                                       | Através de DSP dedicado                                                                                              | Através de DSP dedicado                                                                                              | Através de shaders                                                                                                   | Através de shaders                                                                                                   | Através de shaders                                                                                  | ?                                                                                                   | ?                                  |       |       |       |
| FreeSync                     | —                           | —                          | —                          | —                          | —                          | —                          | —                                        | —                                        | —                                        | —                                        | —                                | —                                | —                                | —                                                       | —                                                                          | —                                                       | 1 2 | 1 2 | 1 2 | 1 2 | 1 2                                                                                                 | 1 2                                                                                                 | ?                                  |       |       |       |
| HDCP                         | ?                           | ?                          | ?                          | ?                          | ?                          | ?                          | ?                                        | ?                                        | ?                                        | ?                                        | ?                                | ?                                | ?                                | ?                                                       | ?                                                                          | ?                                                       | 1.4 | 1.4 | 2.2 | 2.2 | 2.3                                                                                                 | 2.3                                                                                                 | 2.3                                |       |       |       |
| PlayReady                    | —                           | —                          | —                          | —                          | —                          | —                          | —                                        | —                                        | —                                        | —                                        | —                                | —                                | —                                | —                                                       | —                                                                          | —                                                       | — | — | 3.0 | Não | 3.0                                                                                                 | ?                                                                                                   | ?                                  |       |       |       |
| Exibições suportadas         |                             |                            |                            |                            |                            | 1–2                        | 2                                        | 2                                        | 2                                        | 2                                        | 2                                | 2                                | 2                                | 2–6                                                     | 2–6                                                                        | 2–6                                                     | 2–6 | 2–6 | 2–6 | 2–6 | ?                                                                                                   | ?                                                                                                   | ?                                  |       |       |       |
| Máx. resolução               | ?                           | ?                          | ?                          | ?                          | ?                          | ?                          | ?                                        | ?                                        | ?                                        | ?                                        | ?                                | ?                                | ?                                | 2–6 × 2560×1600                                         | 2–6 × 2560×1600                                                            | 2–6 × 4096×2160 @ 30 Hz                                 | 2–6 × 4096×2160 @ 30 Hz                                                                                              | 2–6 × 4096×2160 @ 30 Hz                                                                                              | 2–6 × 5120×2880 @ 60 Hz                                                                                              | 3 × 7680×4320 @ 60 Hz                                                                                                | 7680×4320 @ 60 Hz PowerColor                                                                        | 7680×4320 @ 60 Hz PowerColor                                                                        | ?                                  |       |       |       |
| /drm/radeon                  |                             |                            |                            |                            |                            | Yes                        | Yes                                      | Yes                                      | Yes                                      | Yes                                      | Yes                              | Yes                              | Yes                              | Yes                                                     | Yes                                                                        | Yes                                                     | Yes | — | — | — | —                                                                                                   | —                                                                                                   | ?                                  |       |       |       |
| /drm/amdgpu                  | —                           | —                          | —                          | —                          | —                          | —                          | —                                        | —                                        | —                                        | —                                        | —                                | —                                | —                                | —                                                       | —                                                                          | Experimental                                            | Experimental | Yes | Yes | Yes | Yes                                                                                                 | Yes                                                                                                 | ?                                  |       |       |       |
| TeraScale 2 (VLIW5) até 68xx | TeraScale 3 (VLIW4) em 69xx |                            |                            |                            |                            |                            |                                          |                                          |                                          |                                          |                                  |                                  |                                  |                                                         |                                                                            |                                                         | | | | | | |                                    |       |       |       |

1. ↑   A série Radeon 100 possui sombreadores de pixel programáveis, mas não é totalmente compatível com DirectX 8 ou Pixel Shader 1.0. Veja o artigo sobre Pixel shaders do R100.
2. ↑  Os cartões baseados em R300, R400 e R500 não são totalmente compatíveis com OpenGL 2+, pois o hardware não oferece suporte a todos os tipos de texturas não-potência de dois (NPOT).
3. ↑  A conformidade com OpenGL 4+ requer suporte a shaders FP64 e estes são emulados em alguns chips TeraScale usando hardware de 32 bits.
4. 1 2 3  O UVD e o VCE foram substituídos pelo Video Core Next (VCN) ASIC na APU Raven Ridge do Vega.
5. ↑  Processamento de vídeo ASIC para técnica de interpolação de taxa de quadros de vídeo. No Windows funciona como um filtro DirectShow no seu player. No Linux, não há suporte por parte dos drivers e/ou da comunidade.
6. 1 2  Para reproduzir conteúdo de vídeo protegido, também é necessário suporte a cartão, sistema operacional, driver e aplicativo. Um monitor HDCP compatível também é necessário para isso. O HDCP é obrigatório para a saída de certos formatos de áudio, colocando restrições adicionais na configuração de multimídia.
7. ↑  Mais monitores podem ser suportados com conexões DisplayPort nativas ou dividindo a resolução máxima entre vários monitores com conversores ativos.
8. 1 2  DRM (Direct Rendering Manager) é um componente do kernel do Linux. AMDgpu é o módulo do kernel do Linux. O suporte nesta tabela refere-se à versão mais atual.

## Suporte ao sistema operacional
O núcleo SIP UVD precisa ser suportado pelo driver de dispositivo, que fornece uma ou mais interfaces, como VDPAU, VAAPI ou DXVA. Uma dessas interfaces é então usada pelo software do usuário final, por exemplo, o VLC media player ou o GStreamer, para acessar o hardware UVD e utilizá-lo.
O AMD Catalyst, driver de dispositivo gráfico proprietário da AMD que suporta UVD, está disponível para Microsoft Windows e algumas distribuições Linux. Além disso, um driver de dispositivo gratuito está disponível, que também suporta o hardware UVD.

### Linux

O suporte Linux para o UVD ASIC é fornecido pelo driver de dispositivo do kernel Linux amdgpu.

O suporte para UVD está disponível no driver proprietário Catalyst versão 8.10 da AMD desde outubro de 2008 por meio do X-Video Motion Compensation (XvMC) ou do X-Video Bitstream Acceleration (XvBA). Desde abril de 2013, o UVD é suportado pelo driver de dispositivo "radeon" gratuito e de código aberto por meio da API de decodificação e apresentação de vídeo para Unix (VDPAU). Uma implementação do VDPAU está disponível como rastreador de estado Gallium3D no Mesa 3D.
Em 28 de junho de 2014, a Phoronix publicou alguns benchmarks sobre o uso do Unified Video Decoder por meio da interface VDPAU executando o MPlayer no Ubuntu 14.04 com a versão 10.3-testing do Mesa 3D.

### Windows
O Microsoft Windows oferece suporte ao UVD desde seu lançamento. Atualmente, o UVD suporta apenas a especificação da API DXVA (DirectX Video Acceleration) para as plataformas Microsoft Windows e Xbox 360 para permitir que a decodificação de vídeo seja acelerada por hardware. Portanto, o software do reprodutor de mídia também precisa suportar DXVA para poder utilizar a aceleração de hardware UVD.

### Outros
O suporte para execução de firmware personalizado baseado em FreeRTOS no núcleo UVD da Radeon HD 2400 (com base em uma CPU Xtensa), interligado a uma placa STM32 baseada em ARM via I²C, foi tentado em janeiro de 2012.

## Predecessores e Sucessores

### Predecessores
O Video Shader e o ATI Avivo são tecnologias semelhantes incorporadas em produtos ATI anteriores.

### Sucessor
O UVD foi sucedido pelo AMD Video Core Next na série de APUs Raven Ridge lançada em outubro de 2017. O VCN combina codificação (VCE) e decodificação (UVD).

### Tecnologias de hardware de vídeo

#### Nvidia
- Compensação de movimento da GeForce 256

#### AMD
- Video Core Next - AMD
- Video Coding Engine - AMD

#### Intel
- Intel Quick Sync Video - Intel

#### Outros
- Comparação de unidades de processamento gráfico AMD